# ميساكي كوباياشي
ميساكي كوباياشي (باليابانية: 小林海咲؛ بالكانا: こばやし みさき) هي لاعبة الاسكواش يابانية، ولدت في 12 يناير 1990 في كاواساكي في اليابان.

## وصلات خارجية
- ميساكي كوباياشي على موقع الاتحاد الدولي لمحترفي الاسكواش (مؤرشف) (الإنجليزية)
- ميساكي كوباياشي على موقع SquashInfo.com (الإنجليزية)